# Den sorte hånd
|  | For den danske stumfilm fra 1911, se Den sorte Haand (film) |
Den sorte hånd (serbisk: Црна рука, Crna ruka), officielt Enhed eller Død (Уједињење или смрт, Ujedinjenje ili smrt), var en militant bevægelse, stiftet i Kongeriget Serbien 9. maj 1911. Organisationen var en del af den panslaviske bevægelse og havde som politisk mål at samle alle områder med sydslaviske befolkninger, som var underlagt Østrig-Ungarn.
Organisationen blev ledet af Dragutin Dimitrijević. Medlemmer af Den sorte hånd stod bag attentatet på den daværende konge af Serbien, Aleksander 1. af Serbien, i 1903. Gruppen leverede også våben og støtte til organisationen Ungt Bosnien og personer med tilknytning til organisationen deltog i planlægningen og udførelsen af attentatet i Sarajevo, hvor ærkehertug Franz Ferdinand og dennes hustru blev dræbt den 28. juni 1914. Under retssagen i Wien efter attentatet på ærkehertugen afviste alle involverede imidlertid, at organisationen havde hjulpet dem.
Attentatet på ærkehertug Franz Ferdinand ledte til Julikrisen, hvor Østrig-Ungarn udstedte et ultimatum til Serbien med en række vidtgående krav, bl.a. at arrestere navngivne serbiske personer og at acceptere, at østrigsk politi fik adgang til i Serbien at bekæmpe organisationer, der modvirkede østrigske interesser. Da Serbien ikke kunne acceptere betingelserne i det østrigske ultimatum, erklærede Østrig-Ungarn krig mod Serbien, hvorved 1. Verdenskrig brød ud
Serbiens statsminister Nikola Pašić traf i slutningen af 1916 beslutning om at få organisationens medlemmer arresteret. Der blev i maj 1917 gennemført en retssag mod medlemmer fra organisationen, hvor et tiltalepunkterne var et planlagt attentat mod prinsregent Alexander 1. Dragutin Dimitrijević og tre andre blev dømt skyldige og henrettet den 26. juni 1917.